# Harras de Dhamar
Harras de Dhamar es un campo volcánico en el país asiático de Yemen.
El campo volcánico de Harras de Dhamar se extiende a 80 km al este de la ciudad de Dhamar. El campo contiene muchos estratovolcanes, flujos de lava y conos juveniles. Flujos de lava basáltico se superponen a flujos riolíticos. El volcán es el responsable de la única erupción del siglo XX en la península arábiga. El campo está a 100 km al SE de la ciudad capital de Yemen, Saná.